# Гуаянас
Гуаяна́с, порт. Guaianás (от тупи gûaîanã) — коренная этническая группа Южной Америки, населявшая регион между Сан-Паулу-дус-Кампус-де-Пиратинингой и Уругваем до конца XVI века.

## Этимология
В колониальный период племена гуаянас были также известны как guayaná, goyaná, goyanã, goainaze, wayanaze. Название гуаянас использовалось до 1843 года. В конце XIX века Телемако Борба было введено название Kaingang.
Этимология названия гуаянас вызывает споры. Хотя правительство Бразилии указывает в руководстве по стилю общения, что слово guaianás используется в качестве прилагательного, в написании со строчной буквы и во множественном числе, коренные народы заявляют, что оно используется как имя собственное, в единственном числе, поскольку для обозначения коллектива в их культуре используются другие слова.

## История
Древние гуаянас описываются как оседлые земледельцы, хотя охота и собирательство также были частью их образа жизни. Постоянные изменения, возникающие в результате контактов с европейцами и другими этническими группами в результате вынужденного перемещения, вынудили их забросить земледелие, освоив при этом рыболовство. Гуаянас занимали регион Серра-ду-Мар на территории, которая простиралась от Серра-де-Паранапиакаба до устья реки Параиба-ду-Сул в нынешнем штате Рио-де-Жанейро.
Габриэль Соарес де Соуза описал всё бразильское побережье в своей книге Notícia do Brasil, опубликованной в 1587 году. В этой работе португальский летописец утверждает, что гуаянас были соседями тамойо в районе, где теперь находится Сан-Паулу, а племя, населявшее высокогорье Сан-Паулу, называло себя тупи, при том, что соседи называли их тупиниким. Великих вождей коренных народов, таких как Чибириса, Пикероби и Кайоби, путают с гуаянас, но они происходят из тупи.

## Исследование происхождения
Антрополог Бенедито Антонио Дженофре Презиа в своей статье «Коренные народы плато Сан-Паулу» утверждает, что"

«Мы выявили две группы гуаянас, живших в Сан-Паулу: одну в XVI веке, культурно близкую к пури, и другую, в XVII веке, происходящую из Параны, и которая, безусловно, была предком кайнганг».
.
Автор также представляет

«… гипотезу о том, что в Сан-Паулу этноним Guaianá обозначал две отдельные группы, обе из языкового ствола макро-же: одну, связанную с группой собирателей, живущую в Серра-ду-Мар и являющуюся частью культурного комплекса, остатками которого являются Пури и Корадо в долине Параиба и к юго-востоку от Минаша; и другую, связаную с группой земледельцев с юга, предком нынешних кайнганг».
В отчётах путешественников, летописцев и миссионеров XVI и XVII веков фигурируют три первоначальные группы: гуаянас, жившие на плато; гуаянас-тупиниким, жившие на южном побережье, вплоть до Канании, и гуаянас-муирамоми, которые занимали долину Параиба до побережья Убатубы.
Альфред Метро утверждает, что, возможно, гуаянас, населявшие район города Сан-Паулу, могли говорить на древнем языке тупи, но большинство гуаянас принадлежало к другому языковому стволу макро-же, с чем соглашается лингвист Арион Родригеш.